# Ley Fanny Mikey
La Ley 1403 de 2010 "Por la cual se adiciona la ley 23 de 1982, sobre derechos de autor, se establece una remuneración por comunicación pública a los artistas intérpretes o ejecutantes de obras y grabaciones audiovisuales o  Ley Fanny Mikey, fue la ley mediante la que se modificó el régimen de derecho de autor y derechos conexos en Colombia, reconociendo en favor de los artistas intérpretes audiovisuales (actores y dobladores de voz, entre otros)  un derecho de carácter irrenunciable a percibir una remuneración equitativa por la comunicación pública de las obras y grabaciones audiovisuales donde se encuentren fijadas sus interpretaciones. Con la promulgación de esta ley, se reconocen en favor de artistas intérpretes audiovisuales, derechos patrimoniales que con anterioridad sólo se reconocían en favor de intérpretes musicales en el territorio colombiano.

## Historia
La ley toma el nombre de la artista argentina nacionalizada colombiana Fanny Mikey, quien fuese la impulsora del Festival Iberoamericano de Teatro en Bogotá y de la industria de la televisión en Colombia durante varias décadas, hasta su fallecimiento en julio de 2008. La promulgación de la Ley se consideró un homenaje a su trayectoria artística la cual fue motivada de manera especialmente por las fundaciones y actores agremiados de la industria audiovisual colombiana en un cabildeo realizado durante aproximadamente dos años.

## Contenido de la Ley
La Ley Fanny Mikey, promulgada el 19 de julio de 2010 en la última legislatura de la administración del presidente Álvaro Uribe Vélez, modificó las disposiciones generales que regulan la protección del derecho de autor y los derechos conexos en Colombia, reconociendo en favor de los artistas intérpretes audiovisuales el derecho a percibir una remuneración equitativa por la comunicación pública de las obras audiovisuales. Su propósito esencial es otorgar a los actores una participación económica proporcional a la explotación de las obras en las que se encuentran fijadas sus interpretaciones. Uno de los grandes logros de la mencionada ley, es haber establecido el carácter irrenunciable de este derecho, pues cabe mencionarse que si bien con anterioridad a esta ley, los actores tenían derechos patrimoniales reconocido por la ley, en la práctica terminaban siendo cedidos a los productores de las obras, con lo que su reconocimiento en la práctica resultaba nulo. Adicionamente, la promulgación de la ley da sustento jurídico al funcionamiento de sociedades de gestión colectiva que gestionen este tipo de derechos, metodología de recaudo que ha sido utilizada en la gran mayoría de países en donde se reconocen estos derechos patrimoniales en favor los artistas intérpretes de obras audiovisuales.